# Abū Hāmid al-Andalusī al-Gharnātī
Abū Hāmid al-Andalusī al-Gharnātī (arab. ‏أبو حامد الغرناطي‎; ur. 1080 lub 1081 w Grenadzie, zm. 1169 lub 1170 w Damaszku) – arabski pisarz i podróżnik. Odwiedził m.in. Bułgarię kamską (1135/1136) oraz Ruś i Węgry, gdzie mieszkał od 1150 do 1153, a także inne ziemie dorzecza Wołgi oraz prawdopodobnie Słowiańszczyznę Wschodnią.
W swoich dziełach przekazał informacje przemawiające za używaniem na Rusi pieniędzy skórkowych oraz informacje dotyczące prawa Słowian, ich obyczajów, a także ich handlu z ośrodkami nadwołżańskimi.